# Antimicrobial Agents and Chemotherapy
Antimicrobial Agents and Chemotherapy è una revisione paritaria di comunicazioni scientifiche pubblicate dalla American Society for Microbiology. La rassegna tratta di agenti antimicrobici, antivirali, antimicotici e antiparassitari e chemioterapia.
Il caporedattore è Louis B. Rice (Brown University). È stata fondata nel 1972 da Gladys Lounsbury Hobby.

## Estrazione e indicizzazione
La rivista è estratta e indicizzata in:
- AGRICOLA
- Biological Abstracts
- BIOSIS Previews
- CAB Abstracts
- Chemical Abstracts Service
- Cambridge Scientific Abstracts
- Current Contents/Life Sciences
- EMBASE
- MEDLINE
- Science Citation Index Expanded

Secondo il Journal Citation Reports, il suo fattore di impatto nel 2014 è di 4.476, classificandosi 27º su 254 riviste nella categoria Farmacologia & Farmacia e 19° su 119 riviste nella categoria Microbiologia.